# Armando Gun
Armando Antonio Gun Caballero (ur. 17 stycznia 1986 w Panamie) – panamski piłkarz występujący na pozycji obrońcy.

## Kariera klubowa
Gun karierę rozpoczynał w 2002 roku w zespole Chorrillo FC. W 2003 roku odszedł do San Francisco FC. Spędził tam sezon 2003. Następnie ponownie grał w Chorrillo FC, a w 2005 roku wrócił do San Francisco FC. W sezonie 2005 wywalczył z nim mistrzostwo fazy Clausura.
W 2006 roku Gun przeszedł do kolumbijskiej Amériki Cali. Jeszcze w tym samym roku odszedł do kostarykańskiego LD Alajuelense. W sezonie 2006/2007 rozegrał tam 3 spotkania. W 2007 roku wrócił do Panamy, gdzie został graczem klubu Chepo FC. Grał tam przez 3 sezony.
Następnie Gun występował w CD Plaza Amador, ale w 2011 roku wrócił do Chepo FC.

## Kariera reprezentacyjna
W reprezentacji Panamy Gun zadebiutował w 2005 roku. W 2009 roku został powołany do kadry na Złoty Puchar CONCACAF. Zagrał na nim w meczach z Gwadelupą (1:2), Meksykiem (1:1, czerwona kartka) i Stanami Zjednoczonymi (1:1, 1:2 po dogrywce), a Panama zakończyła turniej na ćwierćfinale.